# Chambralles
Chambralles est un hameau de la commune d'Aywaille dans la province de Liège en Région wallonne (Belgique). 
Avant la fusion des communes, Chambralles faisait déjà partie de la commune d'Aywaille.

## Situation
Le hameau de Chambralles se situe sur la côte éponyme entre Martinrive situé au bord de l'Amblève et Hoyemont (commune de Comblain-au-Pont) et Awan implantés sur le plateau. Ses maisons sont accrochées au versant sud de l'Amblève.

## Description
En dessous du hameau, se trouvent les Tartines de Chambralles (anciennes carrières) reprises sur la liste du patrimoine immobilier classé d'Aywaille. On y observe sur les parois rocheuses des phénomènes géologiques d'un très grand intérêt comme une plage de 360 millions d'années devenue une falaise.
Très pierreuses, ces anciennes carrières de grès hébergent des reptiles comme la couleuvre à collier ou encore le lézard des murailles.

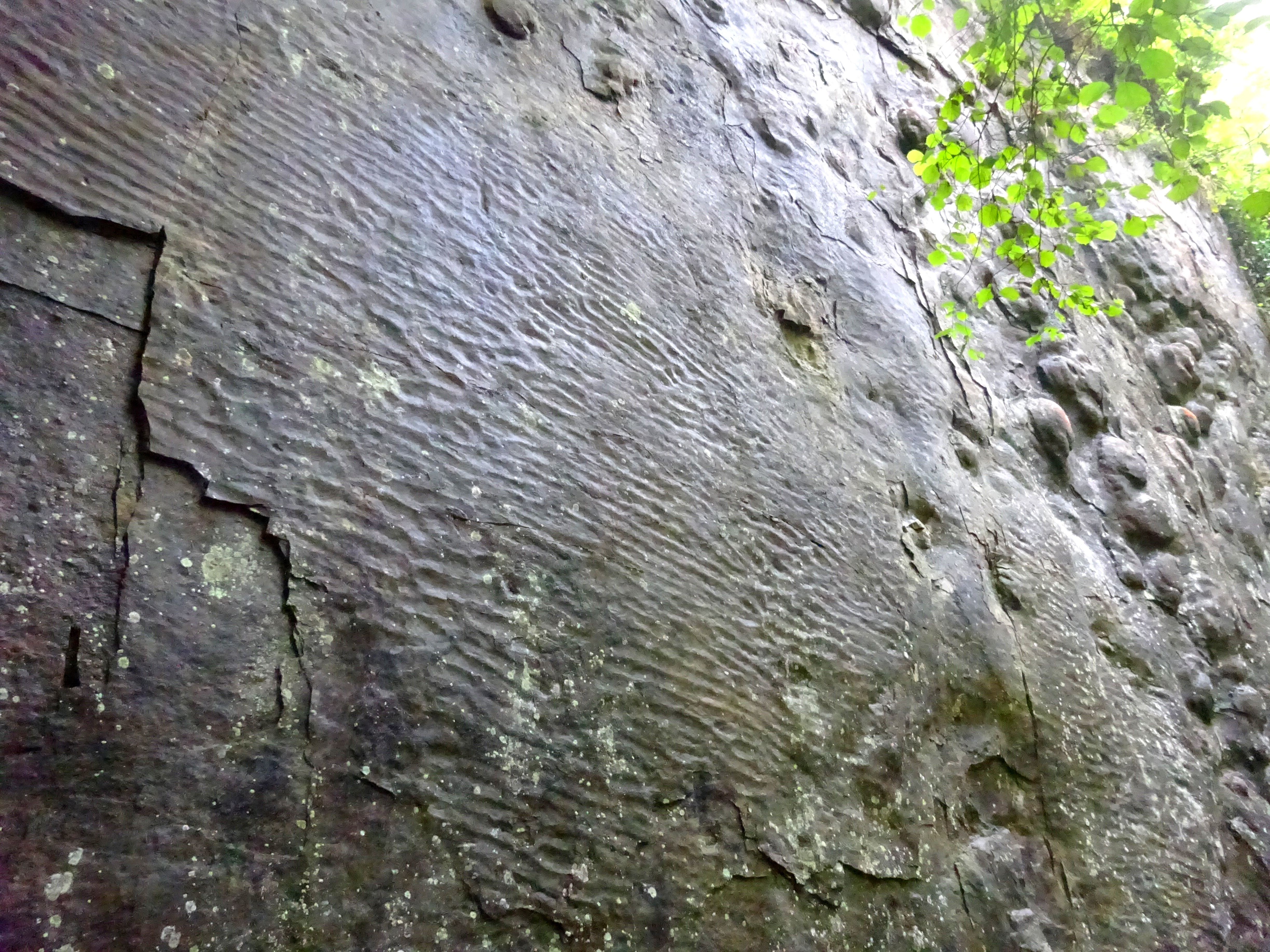
Falaise de Chambralles, ancienne plage du Famennien avec rides de courant

La vingtaine d'habitations souvent bâties en grès s'égrainent le long de la côte très pentue de Chambralles. Au-dessus du hameau, la vue sur la vallée de l'Amblève est grandiose.

## Côte
La côte de Chambralles a déjà été gravie lors de la course cycliste Liège-Bastogne-Liège ou lors de l'Eneco Tour ou du Tour de Wallonie. Elle débute au bord de l'Amblève au pont de Martinrive à une altitude de 117 m, traverse les anciennes carrières puis le hameau pour se terminer après 1 600 m à une altitude de 267 m. La pente moyenne de la côte est de 9,2 %.

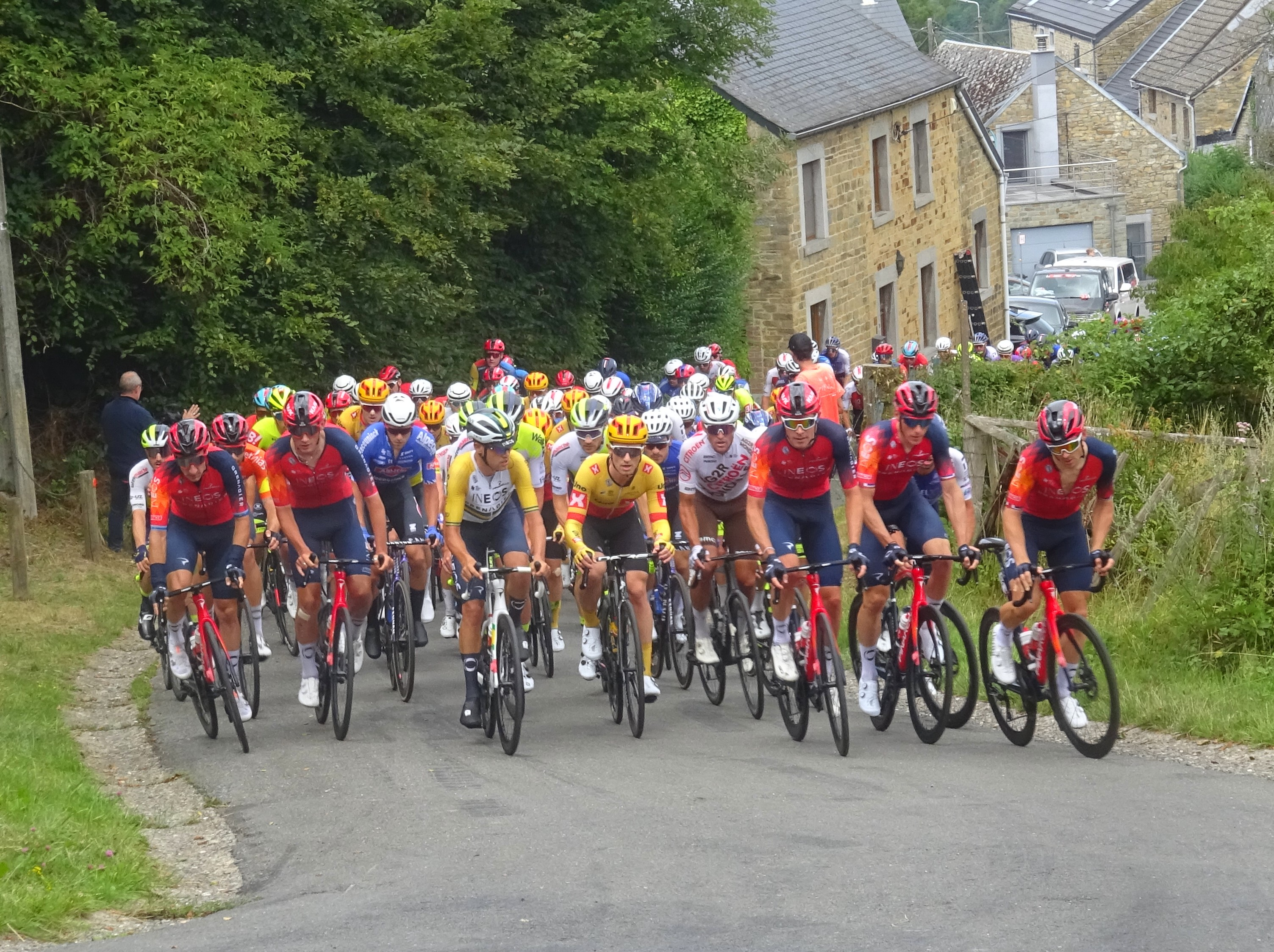
Tour de Wallonie 2023, côte de Chambralles